# Nectophrynoides frontierei
Nectophrynoides frontierei é uma espécie de sapo da família Bufonidae. Ele é endêmico na região das Montanhas do Arco Oriental na Tanzânia e foi descoberta na Reserva Natural de Amani com as Montanhas de Usambara Ocidental. Seu segundo é Frontier em homenagem à uma organização científica que atua na área. Seu habitat natural são as florestas tropicais e subtropicais úmidas das terras baixas ou das montanhas. Está ameaçado pela perda do seu habitat.